# 日下部四郎太
日下部 四郎太（くさかべ しろうた、1875年5月5日 - 1924年7月3日）は、日本の地球物理学者。理学博士（1906年）。東北帝国大学教授。岩石や地震波の研究者。『物理学汎論』などを表し、岩石の弾性の研究により第2回帝国学士院賞を受賞し、近代地震学の基礎を開いた。アインシュタインとも親交を持ち、彼を長岡半太郎らと共に東北帝国大学に招いた。

## 人物
日下部定治の3男として山形県東村山郡金井村（現・山形市）に生まれる。幼い頃は社交性がない神経質な子供であり、村の寺に小僧として3年間預けられたこともあった。小学生の頃から数学などが非常に得意であった。1900年、東京帝国大学物理学科を卒業。後に同大学の大学院を卒業。1907年8月から1910年12月にかけてヨーロッパへ留学。ドイツやフランス、イギリスに渡った。東北帝国大学理科大学の創立に参加し、1911年より同大学教授。担当は物理学第二講座および地震学講座。長岡半太郎に師事。岩石の弾性など研究をもとに、地震学の研究を中心に進めた。数多くの論文を発表しており、1923年の関東大震災後に発行された雑誌「思想」には、日下部四郎太による地震予知についての論文が掲載されている。この論文で四郎太は、地震を予知するには、それまで行われていた、過去に起きた地震をもとにした統計的な方法ではなく、物理学的な方法を取り入れるべきだと主張した。主著「二人行脚」では「本書の功徳を以て普く一切に及ぼし、我等と読者皆共に信仰物理学を修め、曠却の迷信は当下に消滅して真空の妙智現前するあらば、著者の目的は達せられるのである」と述べている。「信仰物理学」の提唱者でもあり、物理学に関する世の中のあらゆる迷信を奇妙な論理で打ち壊そうとするなどした。1914年、「岩石の力学的研究」の業績により、物理学としては2回目、東北大学では第1号となる帝国学士院賞を受賞した。東北帝国大学理学部長、学術研究会議会員なども務めた。なお、日下部四郎太はドイツに留学した際に「ウィーヘルト地震計」を購入しており、その地震計は現在、東北大学理学部付属の青葉山地震観測所に保管されている。

## 著作
- 「地震学汎論」
- 「二人行脚」
- 「異国行脚」
- 「北極探検談」
- 「物理学汎論」
- 「信仰物理」
- 「黄道吉日」など

## 親族
妻は芳野世経の次女・せい。息子は気象庁予報部長を務めた日下部文雄であり、孫は官僚の日下部元雄である。次女・操は北川敏男に嫁いだ。長女・薫は田山利三郎に嫁いだ。